# Kleppe
Kleppe – wieś w południowo-zachodniej Norwegii, położona w regionie Rogaland, siedziba gminy Klepp. Jest oddalone o około 5 km od miasta Bryne na południe i o około 12 km od miasta Sandnes na północny wschód. Wioska położona jest mniej więcej w połowie drogi pomiędzy jeziorami Orrevatnet i Frøylandsvatnet. W miejscowości znajduje się kościół. Nazwa "Kleppe" pochodzi od staronordyckiego słowa "kleppr", które oznacza "kamień" lub "wzgórze".
Według danych z 2019 roku miasto liczy 9.245 mieszkańców. 

## Galeria

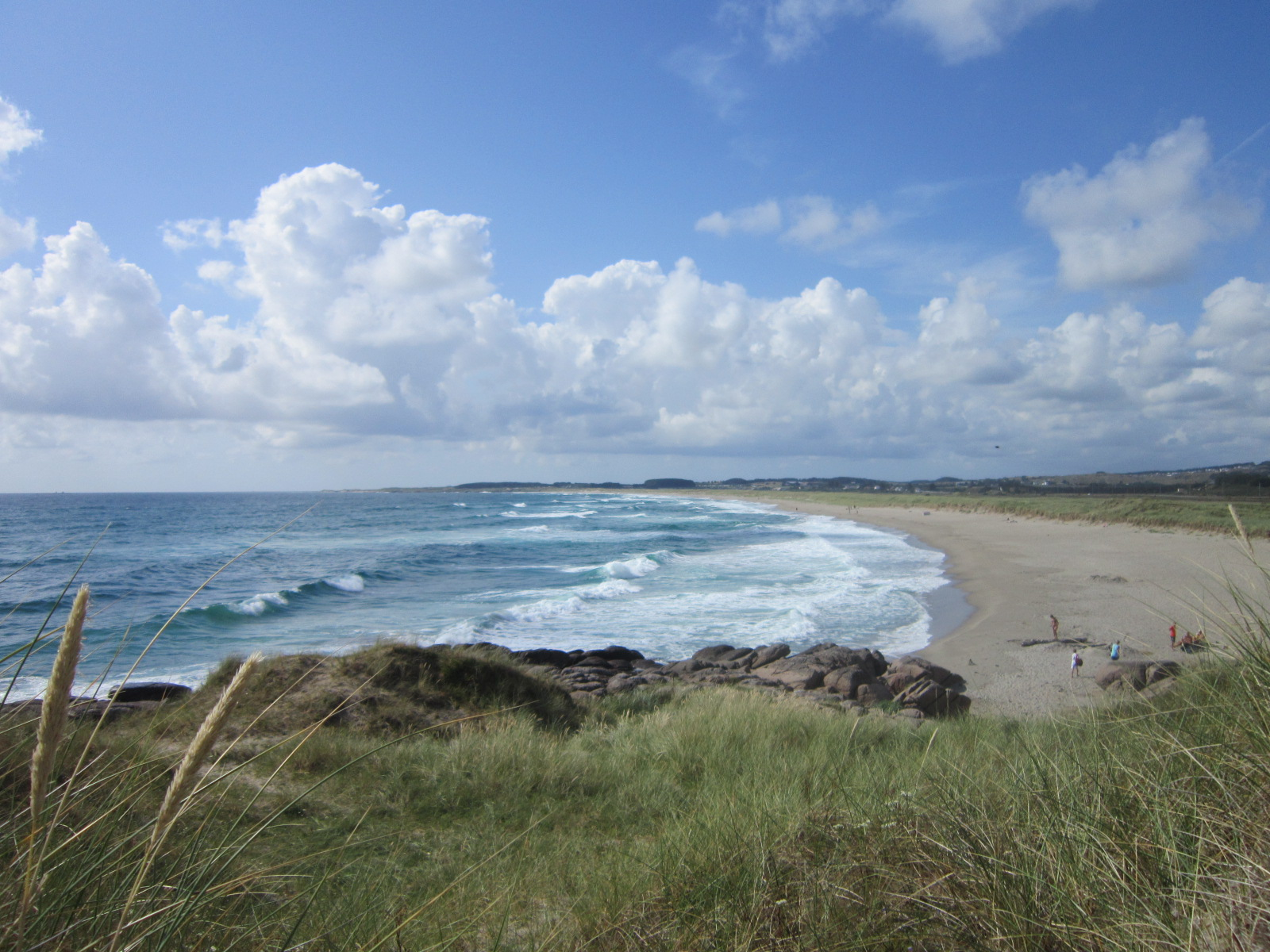
Borestrand